# Delirogeny
Delirogeny, také delirianty jsou skupinou prudce jedovatých psychotropních látek. Jedná se zejména o tropanové alkaloidy, mající mocné anticholinergní a parasympatolytické účinky. Poměrně často se můžeme setkat s označením pravé halucinogeny, vzhledem k jejich potenciálu navozovat kvalitativní poruchu vědomí, ztrátu sebekontroly a zvláštní, mnohdy až zběsilé chování. Delirogenní látky bývají široce obsaženy v rostlinách i houbách evropského kontinentu, v minulosti tedy představovaly vyhledávané prostředky využívané za účelem šamanismu, čarodějnictví, věštění a kontaktu s duchy zesnulých. Obsaženy jsou v blínu černém, rulíku zlomocném, durmanu obecném, aj.
Jejich název je odvozen od slova delirium (blouznění), což je duševní stav vznikající v reakci na ohrožení mozku. Ústředními znaky jsou zmatenost a dezorientace, obluzené vědomí, přechodné kognitivní poruchy, změny v chování, vnímání a prožívání. Deliranty vyvolávají sluchové, zrakové, čichové, hmatové a pohybové halucinace, obsahově zpravidla bizarní, nebo děsivé. Objevuje se nepřekonatelná touha po pohybu, dojem levitace, a divoká vzrušenost střídaná celkovou strnulostí.
Navzdory svému plně legálnímu postavení jsou nicméně zneužívané jen velmi vzácně a toxikomani se jim spíše vyhýbají, úředně jsou delirogeny vnímány jako jed, a nikoliv droga. K jejich toxickému působení neodmyslitelně patří i velmi nepříjemné, nepředvídatelné a potenciálně smrtelné účinky, jakými jsou tachykardie, blokáda pocení a s ní související hypertermie, hrozící až srdečním selháním a naprostým vyčerpáním. Rovněž vysychání sliznic vyúsťující v krajních případech až v poškození zraku. Příznačná je dilatace zřítelnic, rozostřené vidění, břišní křeče, úporné bolesti hlavy, závratě, nevolnost a zvracení.

## Klasifikace
Anticholinergika (inhibitory AChR), nejčastější zástupce delirantních drog
Tropanové alkaloidy
- Atropin - v Durmanu obecném, Rulíku zlomocném
- Hyoscyamin - Blín černý, Durman i Rulík
- Skopolamin - Blín černý

Disubstiuované estery kyseliny glykolové
- Benactyzine
- Dicyclomine
- N-Ethyl-3-piperidyl benzilate
- N-Methyl-3-piperidyl benzilate
- 3-Quinuclidinyl benzilate
- Ditran
- EA-3167

Antihistaminika (inverzní agonisté H1)
- Dimenhydrinát
- Difenhydramin
- Doxylaminn